# Coordinación óculo-manual
La coordinación óculo-motora o coordinación ojo-mano  es la capacidad de coordinar el movimiento de las manos con la información visual. La coordinación ojo-mano es importante para prácticamente la totalidad de las actividades cotidianas, como los deportes, la escritura y la conducción de vehículos.
Existen numerosas patologías visuales o neuromotoras que pueden alterar la coordinación óculo-motora. También pueden darse trastornos directos de la coordinación óculo-motora en personas sin problemas de visión o movilidad.

## Ejemplos de coordinación óculo-motora
- Al escribir en papel, estamos empleando la coordinación óculo-manual. Conforme vamos haciendo trazos, nuestros ojos nos informan acerca de la posición de nuestra mano y de la calidad de lo que escribimos. En base a esta información, vamos generando los diferentes programas motores, corrigiendo en estos los problemas que hayan podido surgir durante el programa motor anterior (retroalimentación). Es una secuencia de actos motores muy rápidos y precisos, por lo que requiere cierta habilidad y entrenamiento.
- Algo semejante al ejemplo anterior ocurre al escribir a ordenador. El tipo de movimientos empleados para producir las letras es muy diferente, pero empleamos igualmente la información visual (si hemos escrito bien o mal) para dirigir los movimientos que realizamos con la mano o para corregir los errores
- En la conducción empleamos de manera constante la coordinación óculo-motora, ya que dirigimos nuestros movimientos al volante en función de la información visual que nos rodea.
- Cuando practicamos deportes, coordinamos lo que ven nuestros ojos con el movimiento de todo el cuerpo. Dependiendo del deporte, predominará la coordinación óculo-manual (baloncesto, tenis, béisbol) o la coordinación óculo-pédica (fútbol, atletismo). No obstante, en casi todos los deportes va a darse la coordinación del ojo con la mayoría de los grupos musculares, por lo que es más interesante referirse en estos casos a la coordinación óculo-motora en general.
- Cuando intentamos encajar la llave dentro de la cerradura estamos haciendo uso de nuestra coordinación óculo-manual. Ejemplos similares serían el intentar introducir una tarjeta de crédito en la ranura, o cuando un niño juega con piezas encajables.[2]